# Izoterma DR
Izoterma DR, czyli izoterma Dubinina i Raduszkiewicza (1947 r.) opisuje adsorpcję w niewielkich porach, tzw. mikroporach, o średnicach porównywalnych z rozmiarami cząsteczki adsorbatu (poniżej 2 nm według IUPAC). Adsorpcja w małych porach jest znacznie silniejsza niż na takiej samej chemicznie powierzchni płaskiej (większa liczba atomów adsorbatu oddziałuje z bliska z adsorbatem) i najczęściej jest opisywana za pomocą równania Dubinina-Raduszkiewicza, izotermy Dubinina-Astachowa (DA) – uogólnienia izotermy DR i Freundlicha – lub równań pochodnych. 
{\displaystyle a=a_{o}\exp \left[-B_{2}(RT)^{2}\ln ^{2}(p_{o}/p)\right]}
gdzie: 
- {\displaystyle a_{o}} – pojemność adsorpcyjna mikroporów,
- {\displaystyle p_{o}} – ciśnienie przy którym wszystkie mikropory są zapełnione (z reguły niższe niż ciśnienie pary nasyconej, ps),
- {\displaystyle B_{2}} – stała związana z rozmiarem porów,
- {\displaystyle R} – stała gazowa,
- T – temperatura bezwzględna.

Równanie izotermy DR służy jako tzw. izoterma lokalna w całkowym równaniu Stoeckliego, które pozwala na opisanie adsorpcji na mikroporach o zróżnicowanej strukturze i rozmiarze.